# Бекетов Олексій Миколайович
Беке́тов Олексі́й Микола́йович  (19 лютого (3 березня) 1862 , Харків  — 23 листопада 1941 , Харків ) — український архітектор і педагог, заслужений діяч мистецтв УРСР (1941).

## Життєпис
Народився 19 лютого (3 березня) 1862 року в Харкові в сім'ї Миколи Миколайовича Бекетова — засновника фізико-хімічної науки, академіка, професора Харківського університету.
У Харкові закінчив Перше реальне училище, де малюнок і живопис викладав учень Карла Брюллова — Дмитро Безперчий, а також приватну художню школу М. Д. Раєвської-Іванової.
Навчався в Петербурзькій академії мистецтв, яку закінчив 1885 року, з 1894 — її академік.
Від 1898 — професор Харківського технологічного інституту (згодом, з 1930 — Харківського будівельного інституту). Серед учнів — архітектори О. Душкін, О. Касьянов, В. Кричевський, О. Тацій.
Був одружений з художницею Ганною Алчевською — дочкою українського промисловця, банкіра, громадського діяча, мецената Олексія Кириловича Алчевського та українського педагога, організатора народної освіти Христини Данилівни Алчевської. Тож проєкти найважливіших будівель, що служили справі народної освіти для Харкова, було виконано О. М. Бекетовим безплатно. Це проєкт Громадської бібліотеки (1899—1901, нині ХДНБ ім. В. Г. Короленка) і проєкт будівлі Харківської жіночої недільної школи Х. Д. Алчевської (1896, нині Виставковий зал Харківського художнього музею).

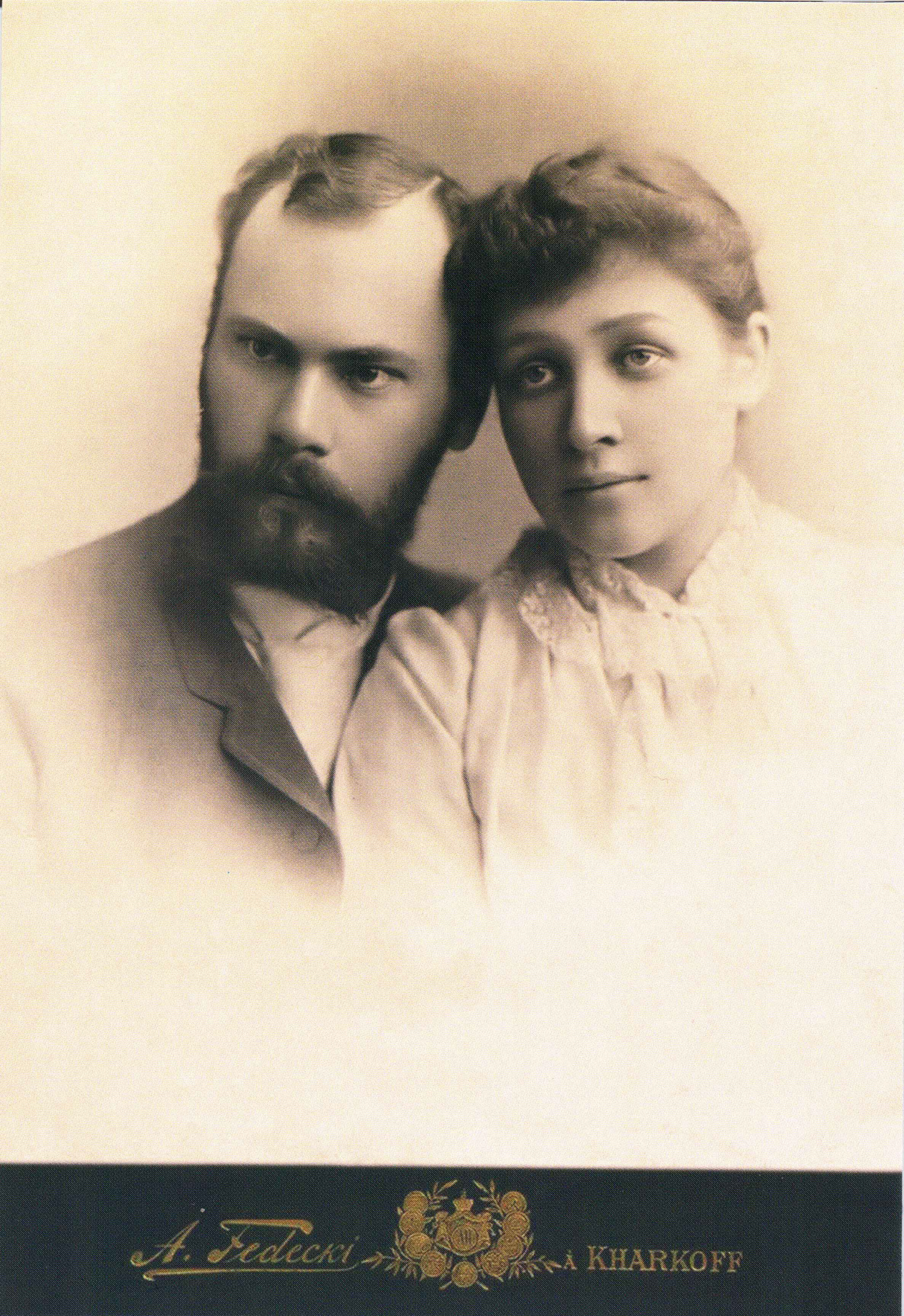
З дружиною
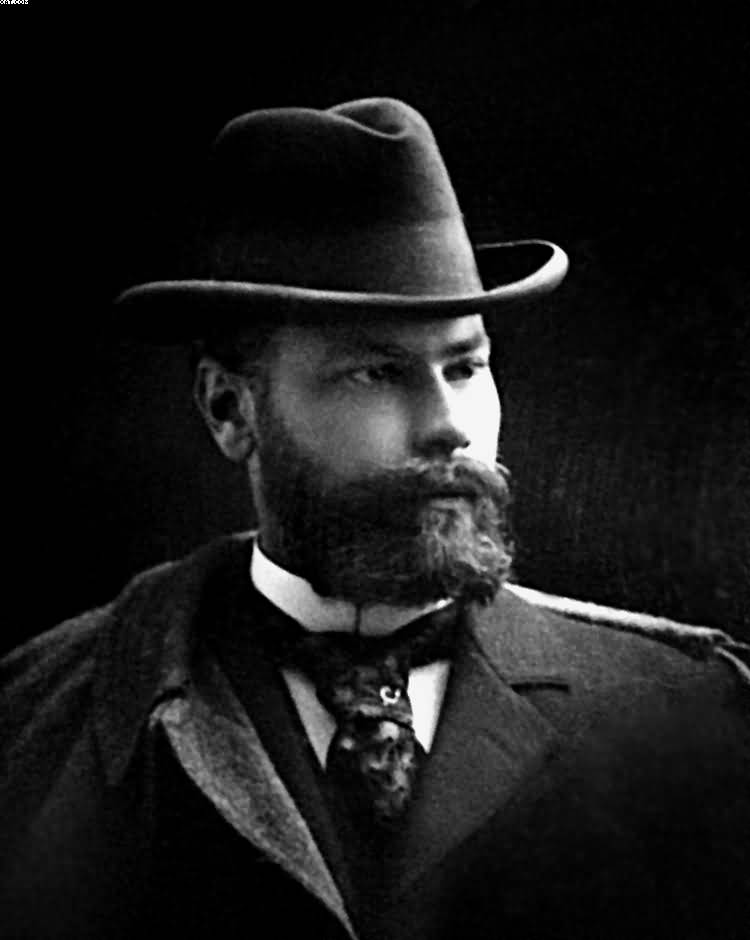
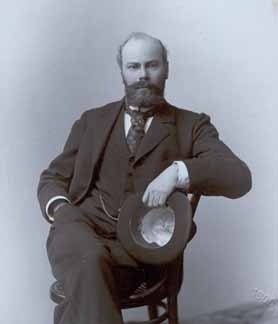
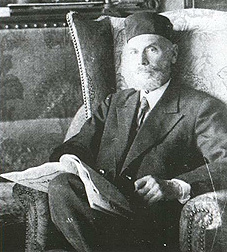

## Творчість
У Харкові збудував понад 40 громадських і житлових споруд: будинки юридичного інституту (1892), корпуси сільськогосподарського інституту (1907—1912), банку (1932) та інші. Серед побудованих ним до 1917 року споруд Харкова такі:
- Олександрівське комерційне училище (1889—1901);
- Суспільна бібліотека (1899—1901);
- Будівля судових установ (1899—1902), Майдан Героїв Небесної сотні, 36, нині Апеляційний суд Харківської області, (за участі архітекторів Ю.С. Цауне та В. Хрустальова). У роки Другої світової війни зазнала пошкоджень, була відреставрована у 1946—1954 рр. У березні 2022 р. поруч з будівлею вибухнула російська авіабомба. Вибух пошкодив західний та північно-західний фасади.[4]
- Будинок Харківського медичного товариства (1911—1913);
- Пастерівський інститут (1911—1913) (нині Інститут мікробіології і імунології імені І. І. Мечникова НАМН України)
- Комерційний інститут (1914—1916) (нині ХНТУСГ ім. П.Василенка)
- Вищі жіночі курси (1913—1915);

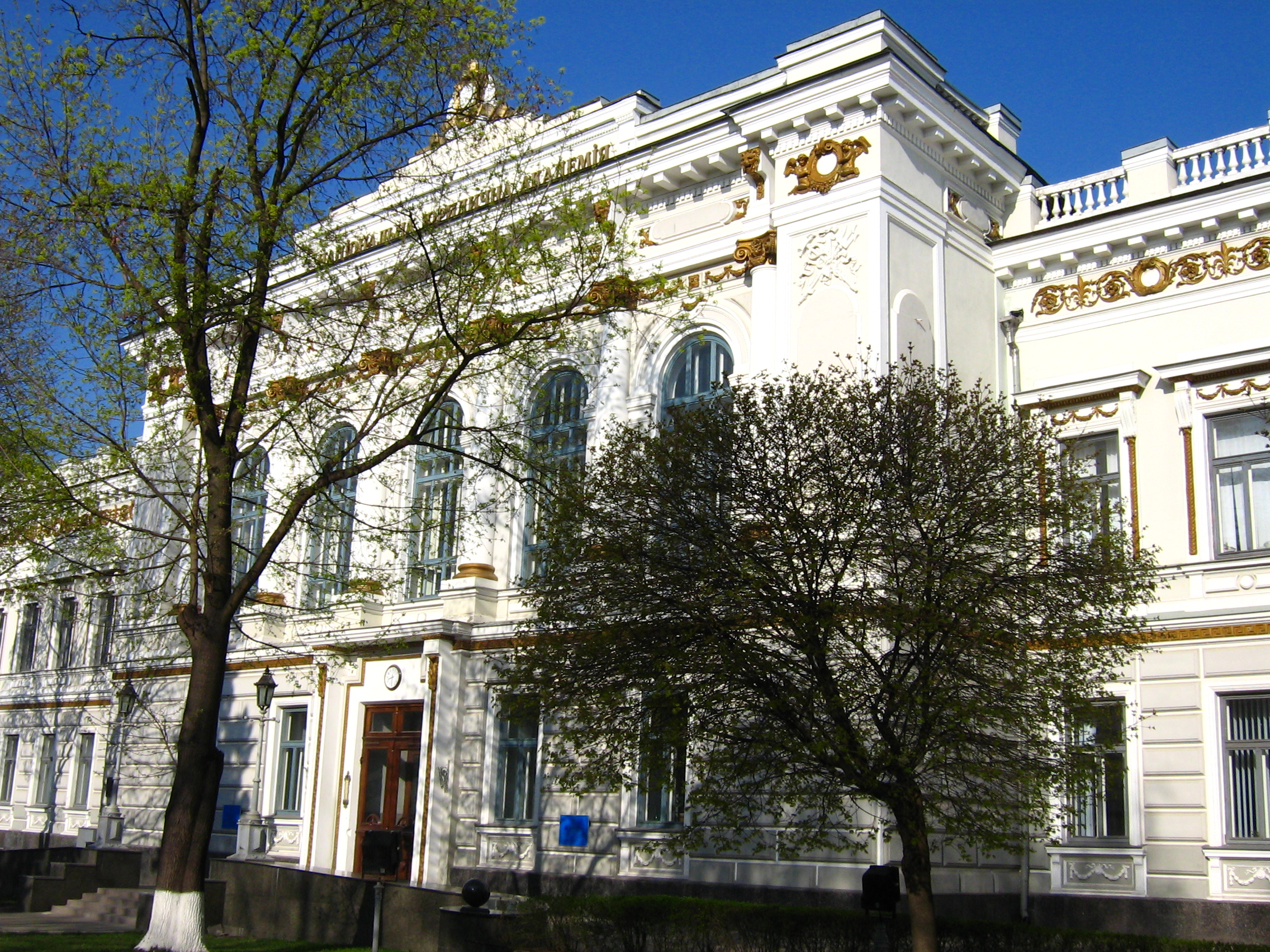
Притулок для дворянських сиріт (1913—1915) (нині корпус НЮА ім. Ярослава Мудрого)
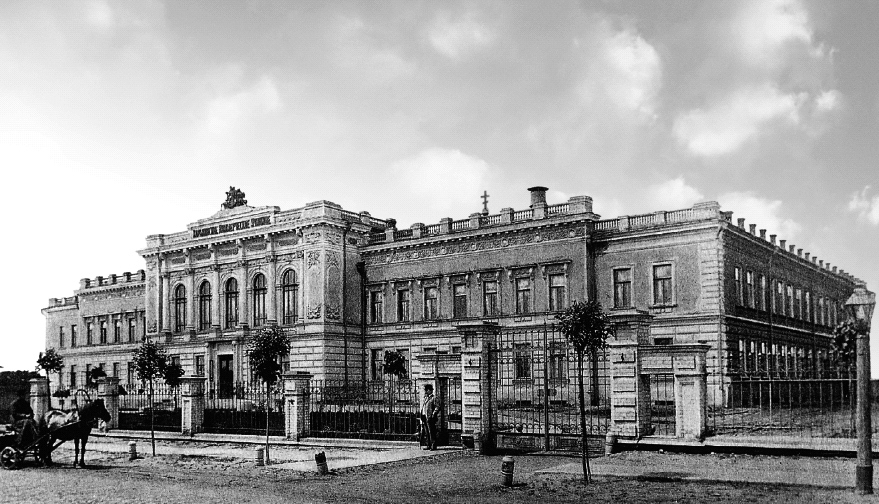
Харківське комерційне училище Імператора Олександра III
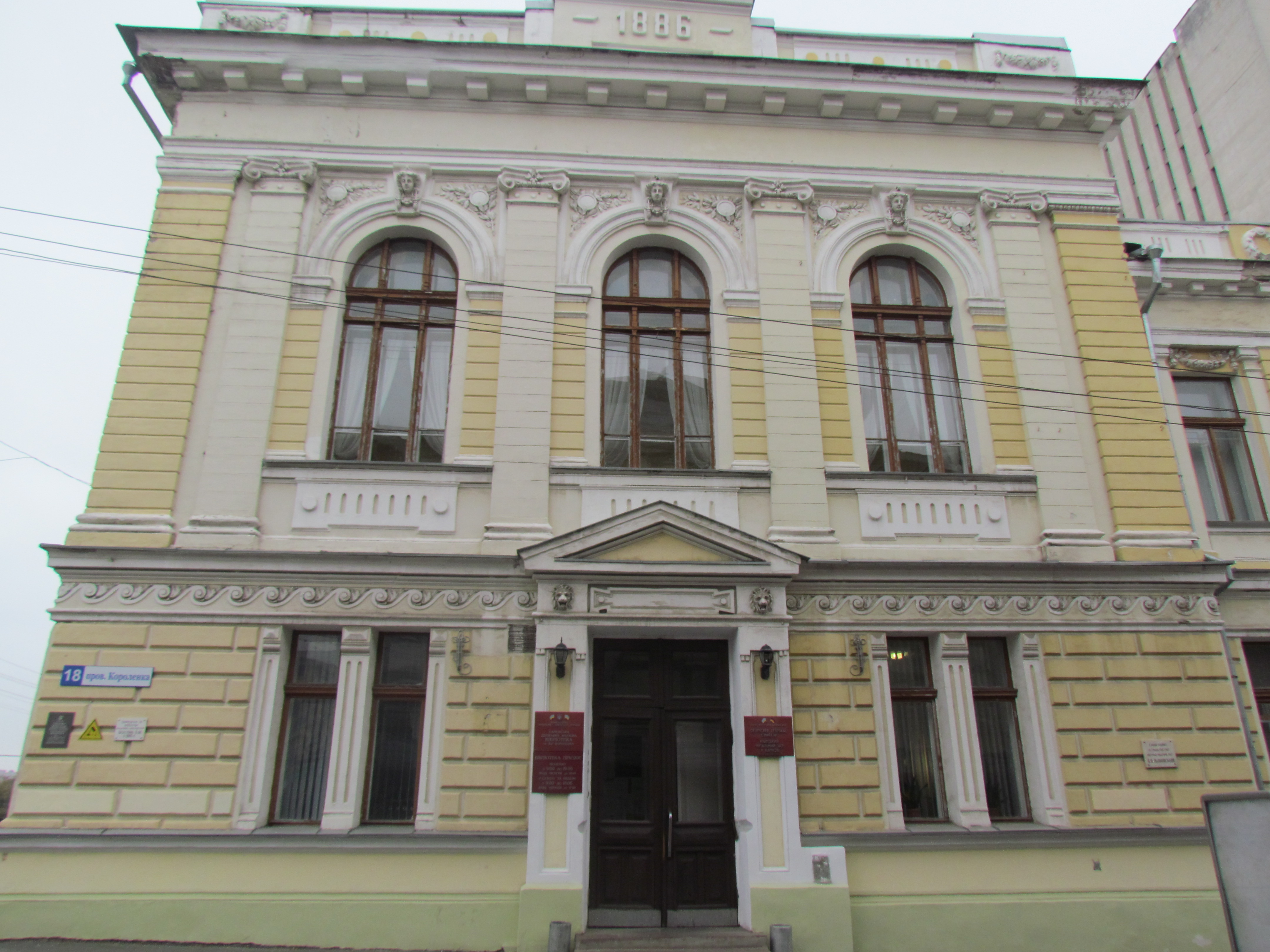
Харківська громадська бібліотека
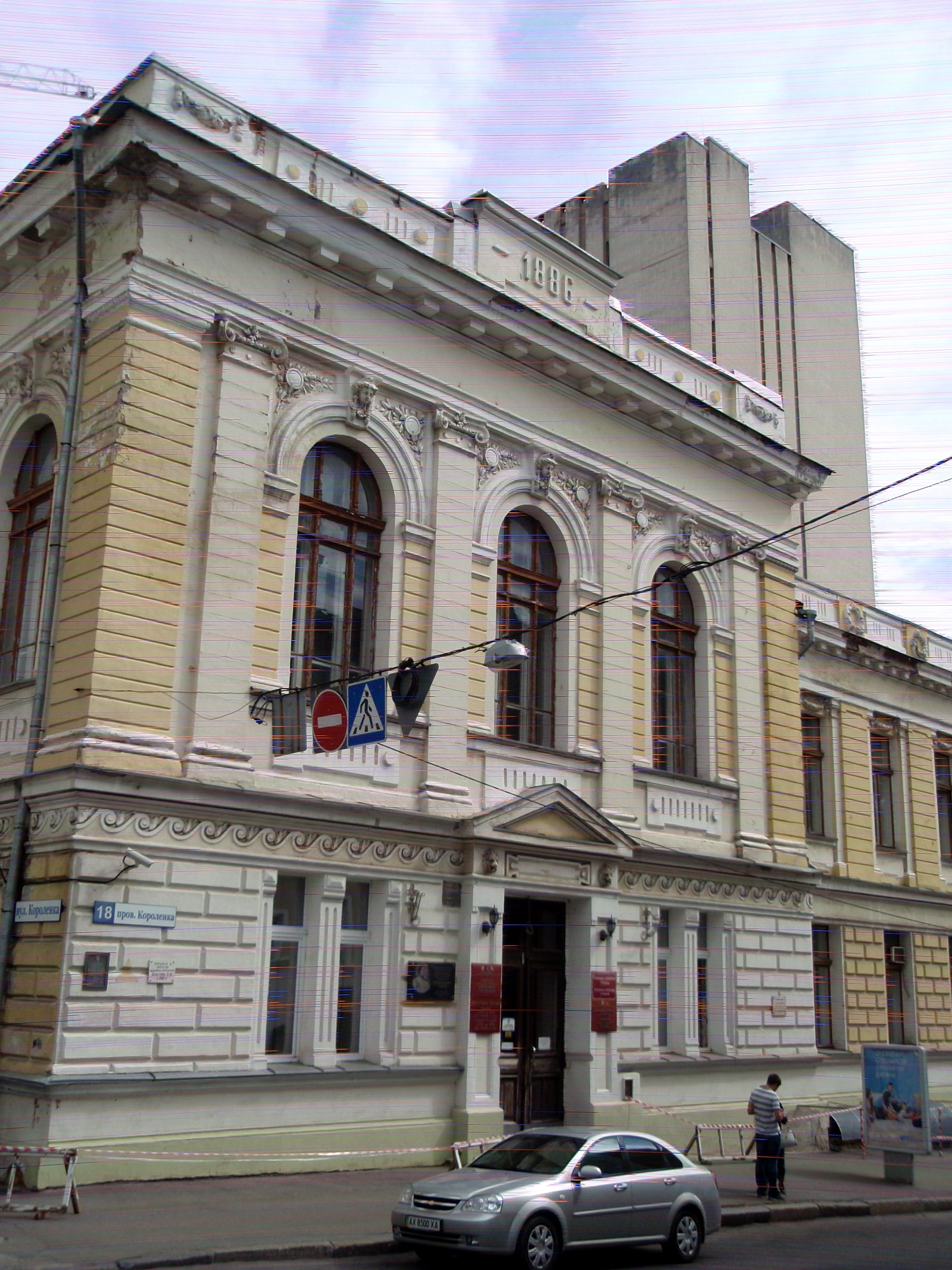
Харківська громадська бібліотека
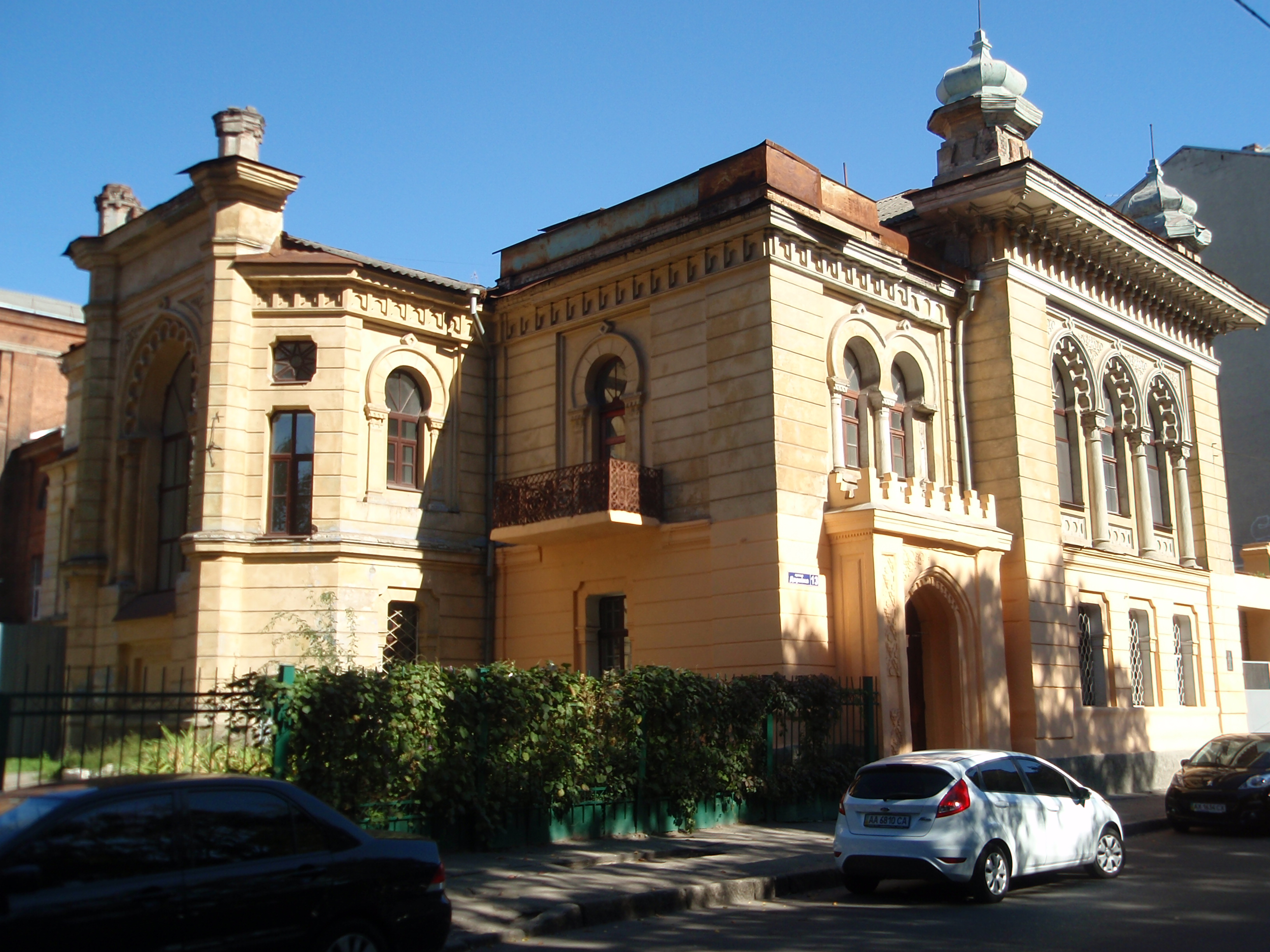
Жіноча гімназія на Дарвіна, 13
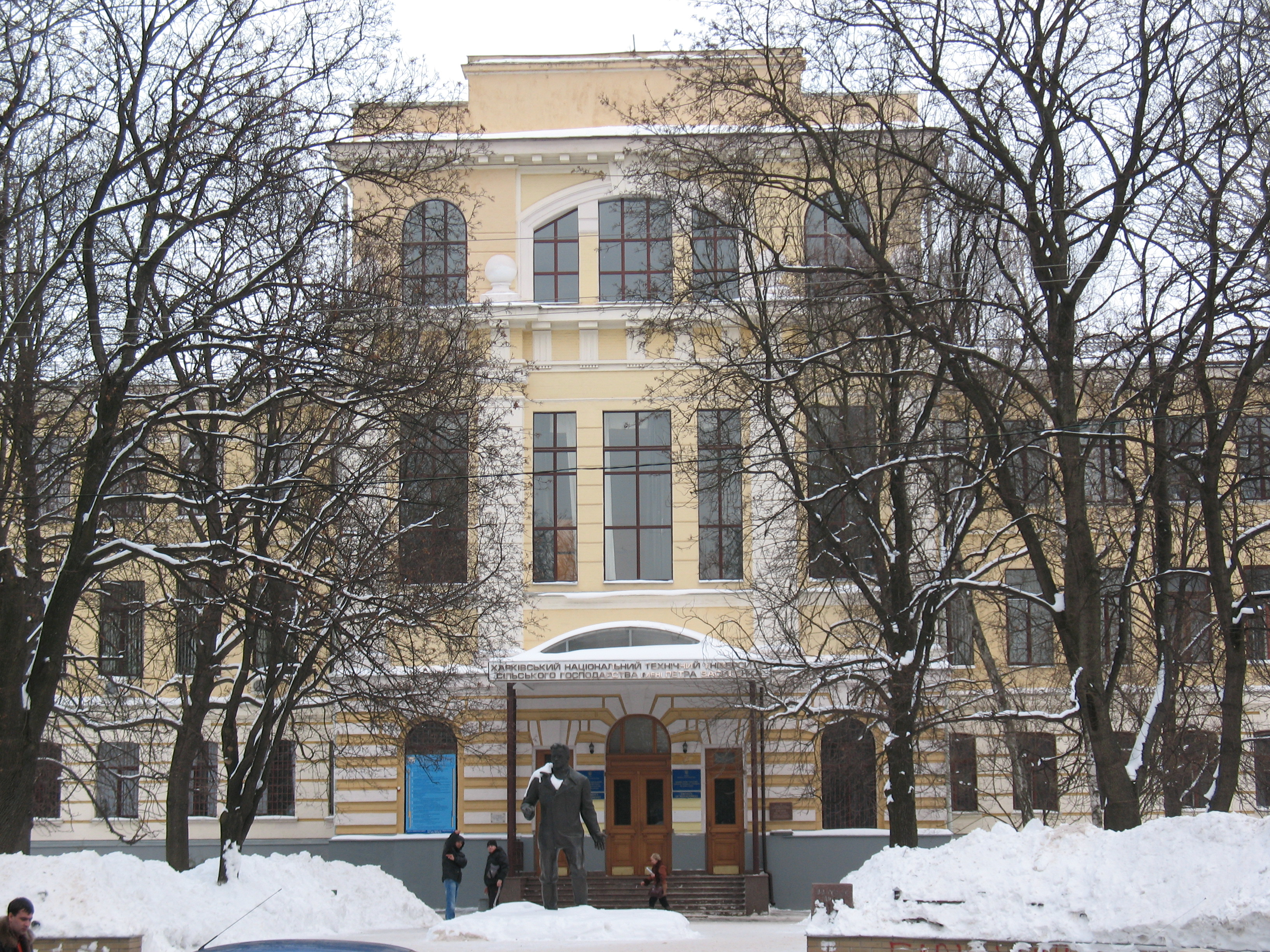
Харківський комерційний інститут
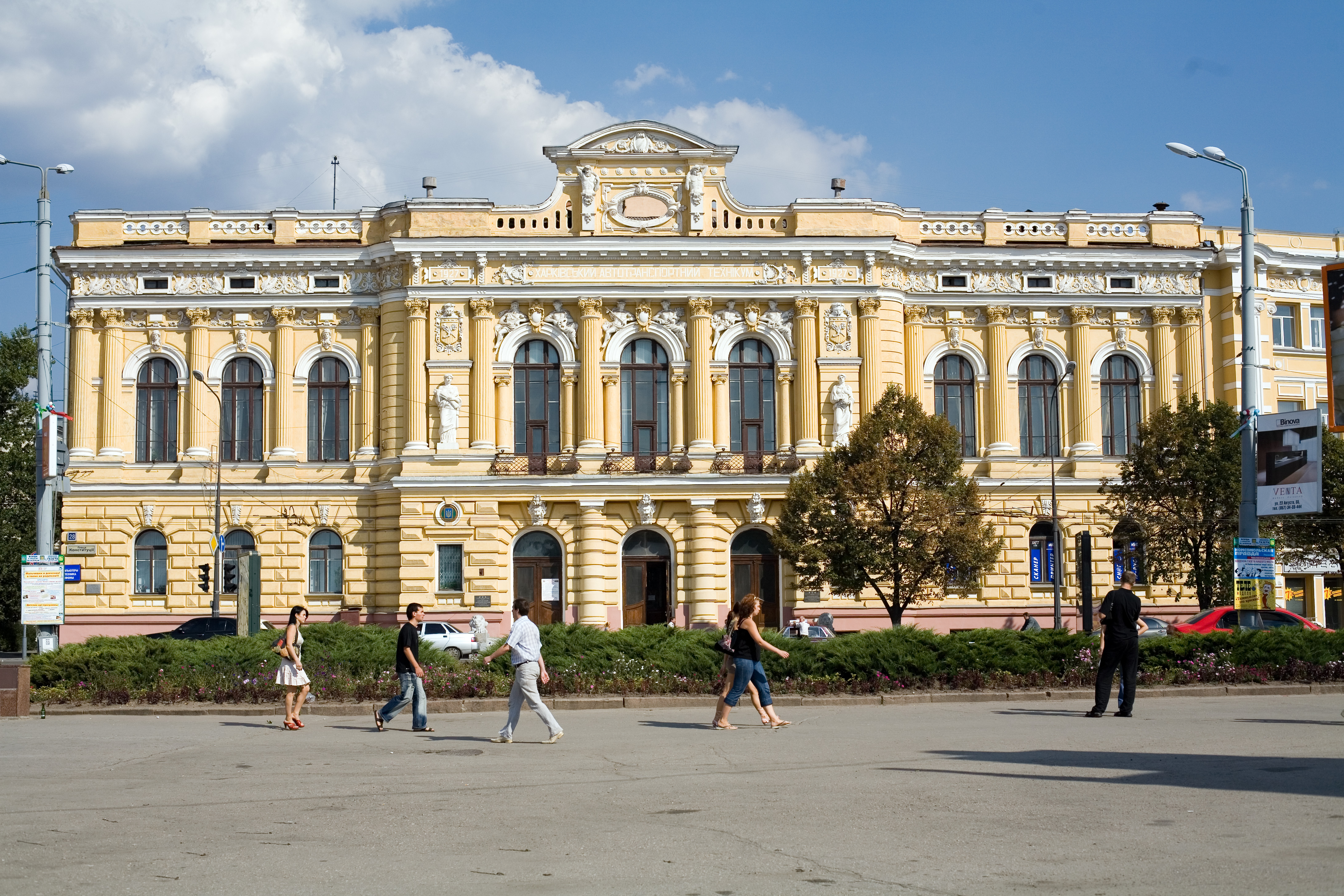
Харківський державний автотранспортний коледж
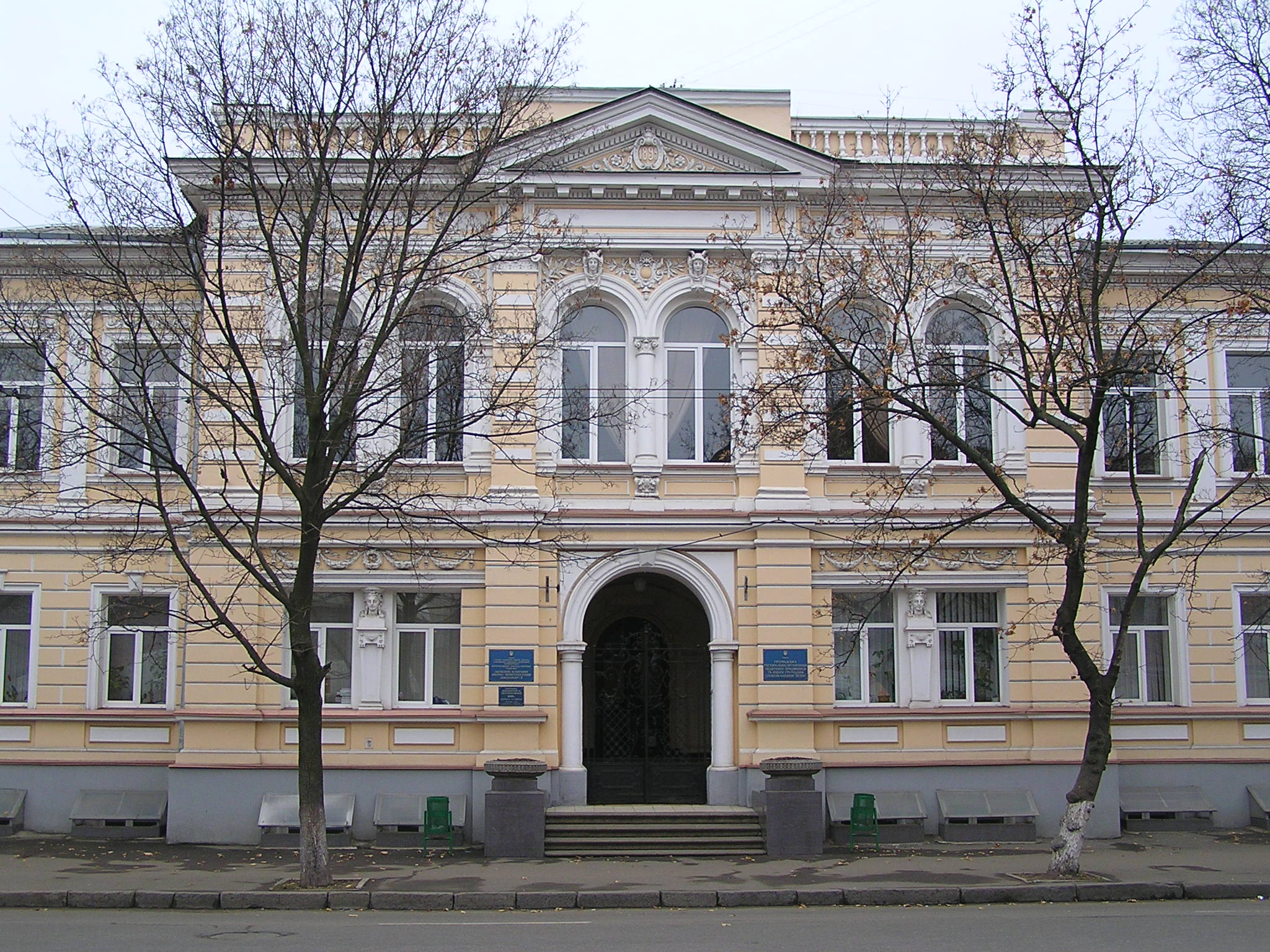
Особняк, 1899
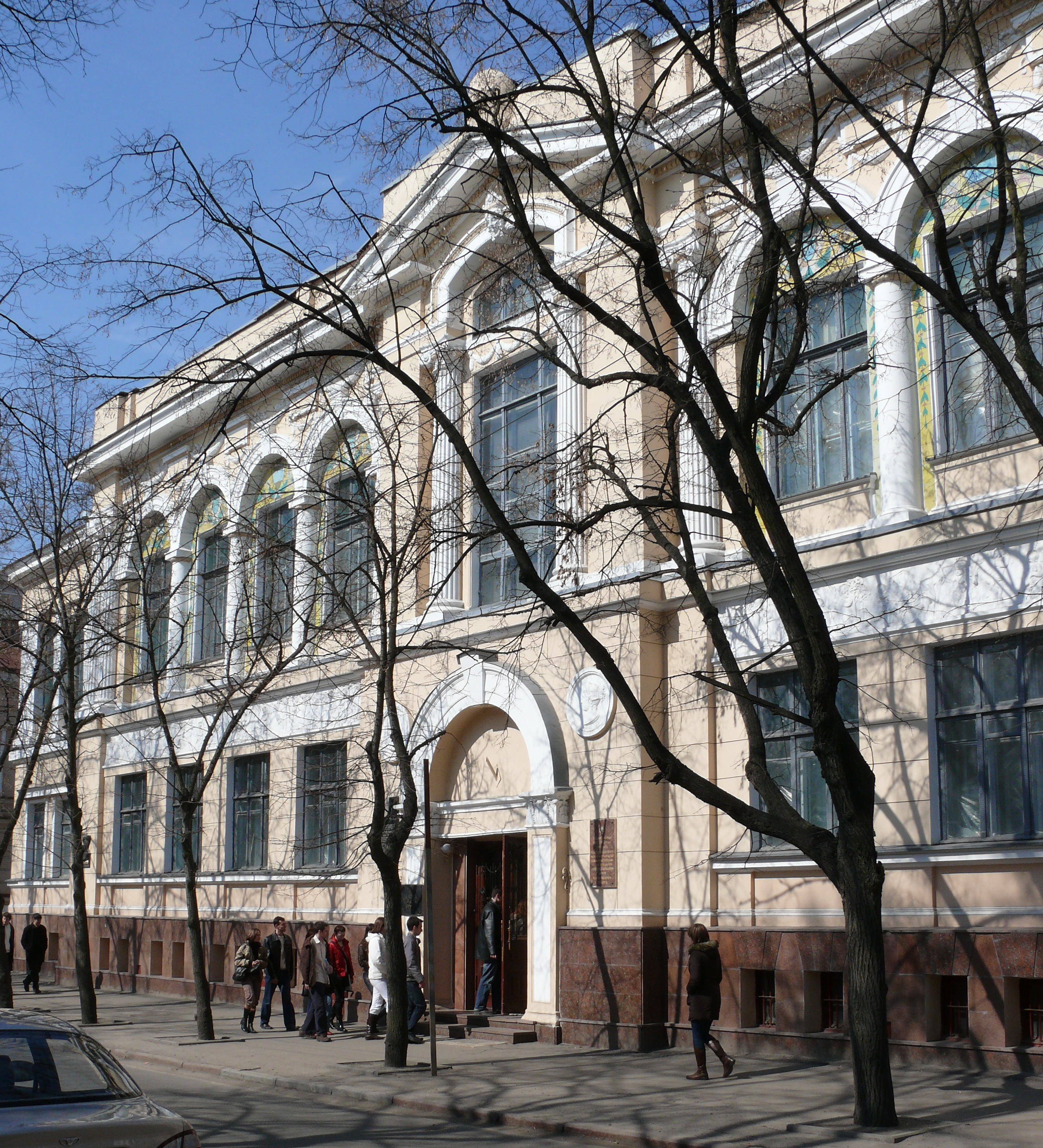
Харківській музей мистецтва
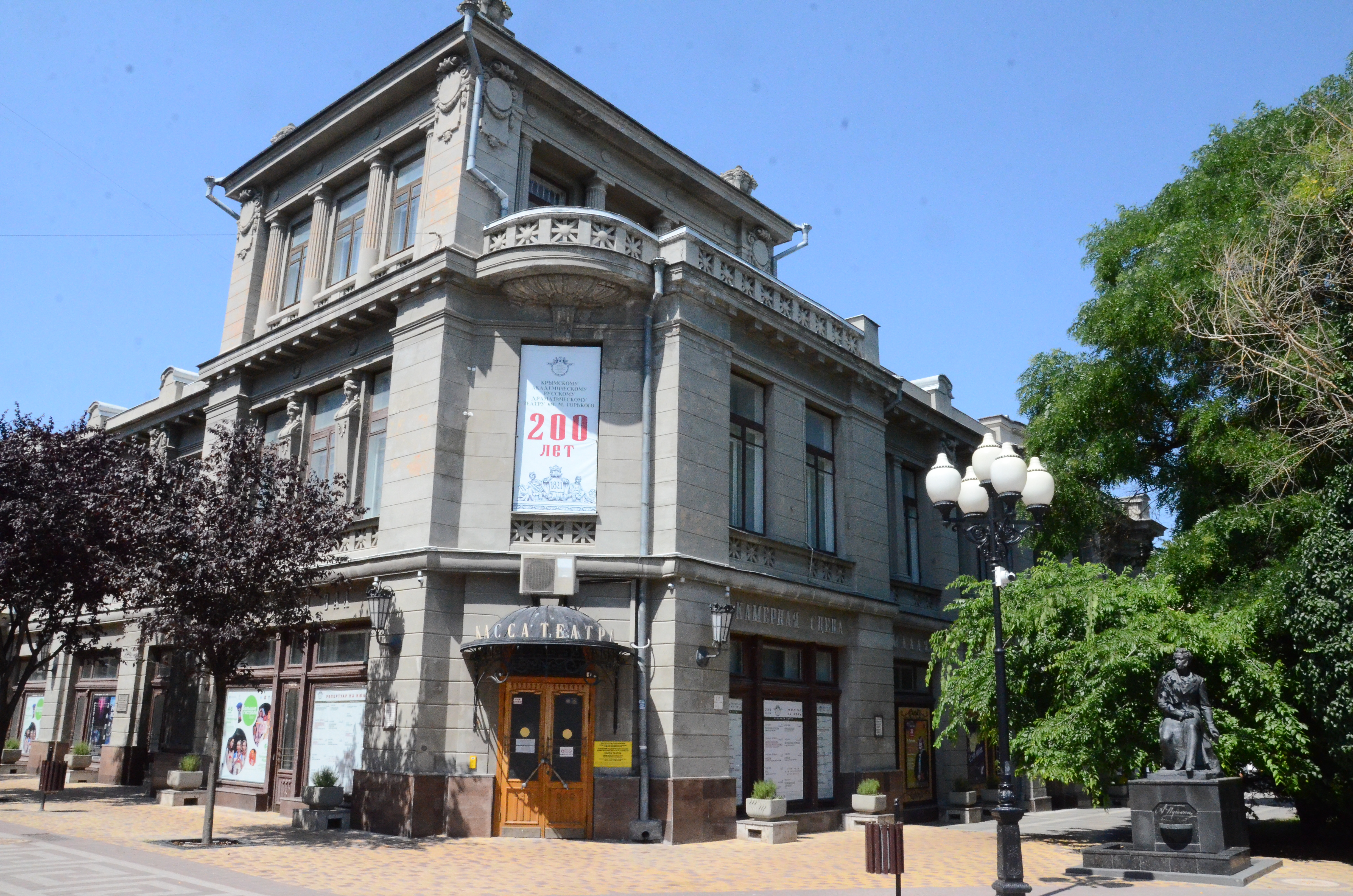
Сімферополь, Кримський академічний російський драматичний театр імені Максима Горького
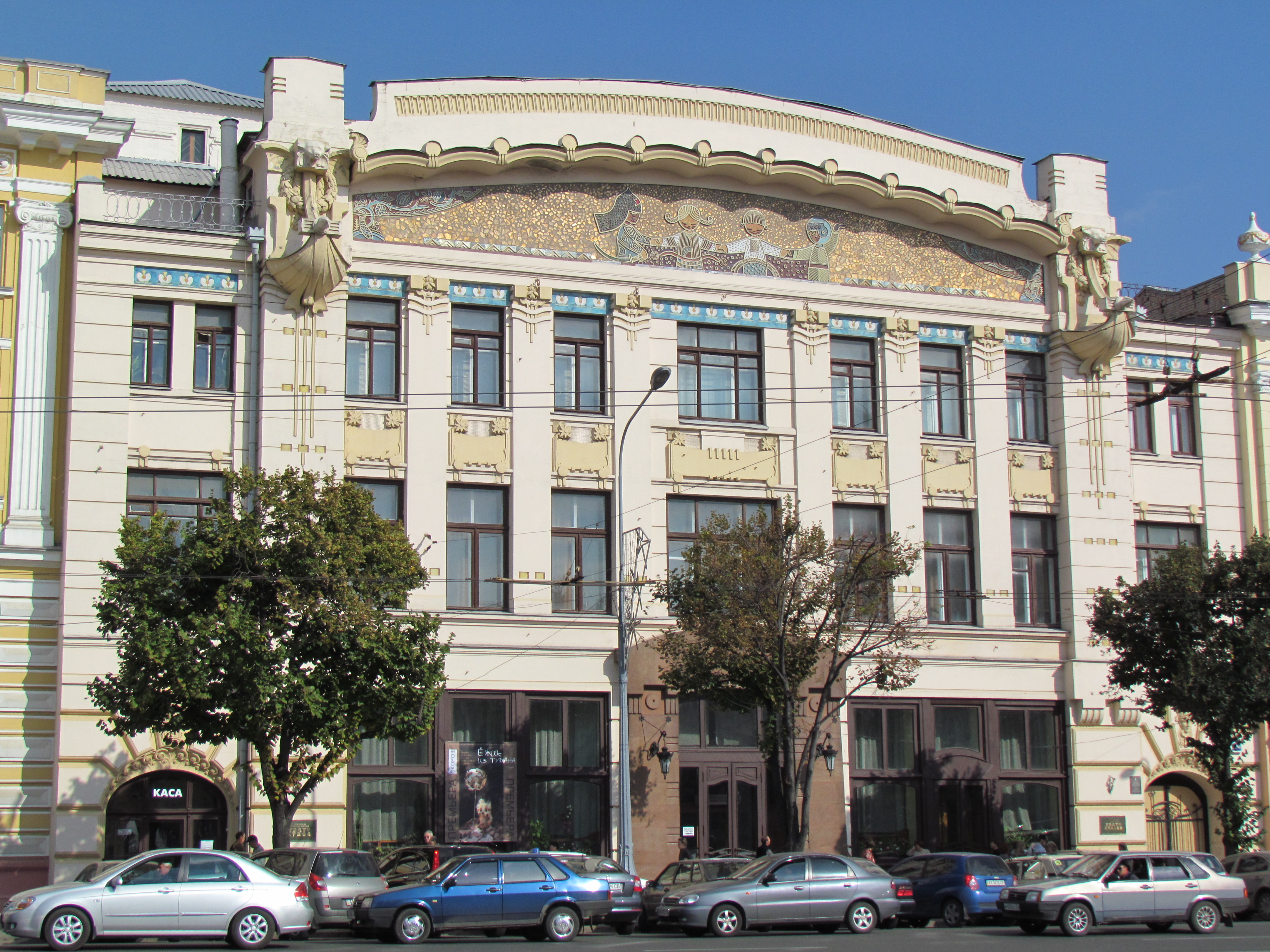
Банк Волга-Кама. Майдан Конституції, 24
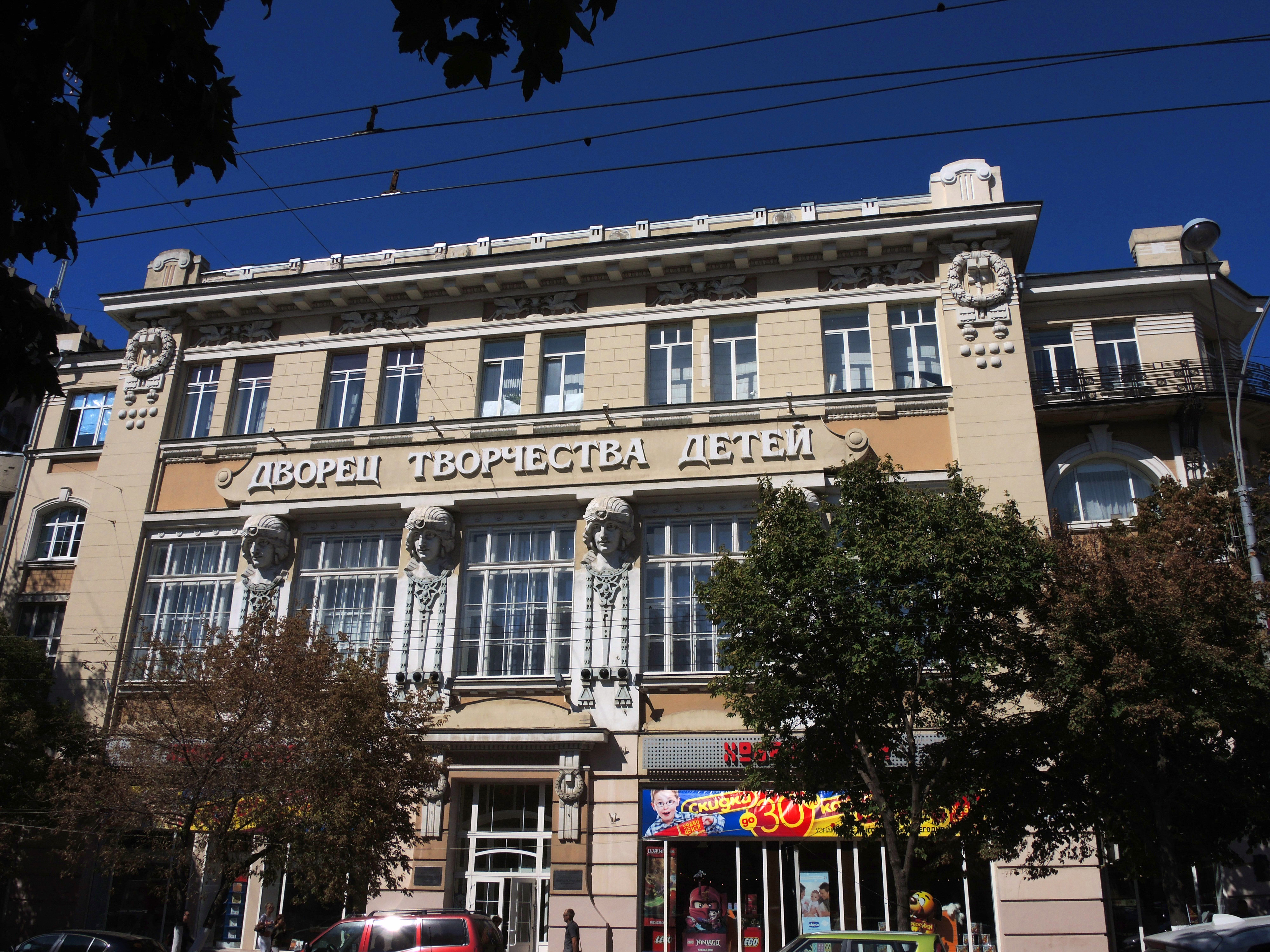
Будівля Волзько-Камського банку (Ростов-на-Дону)
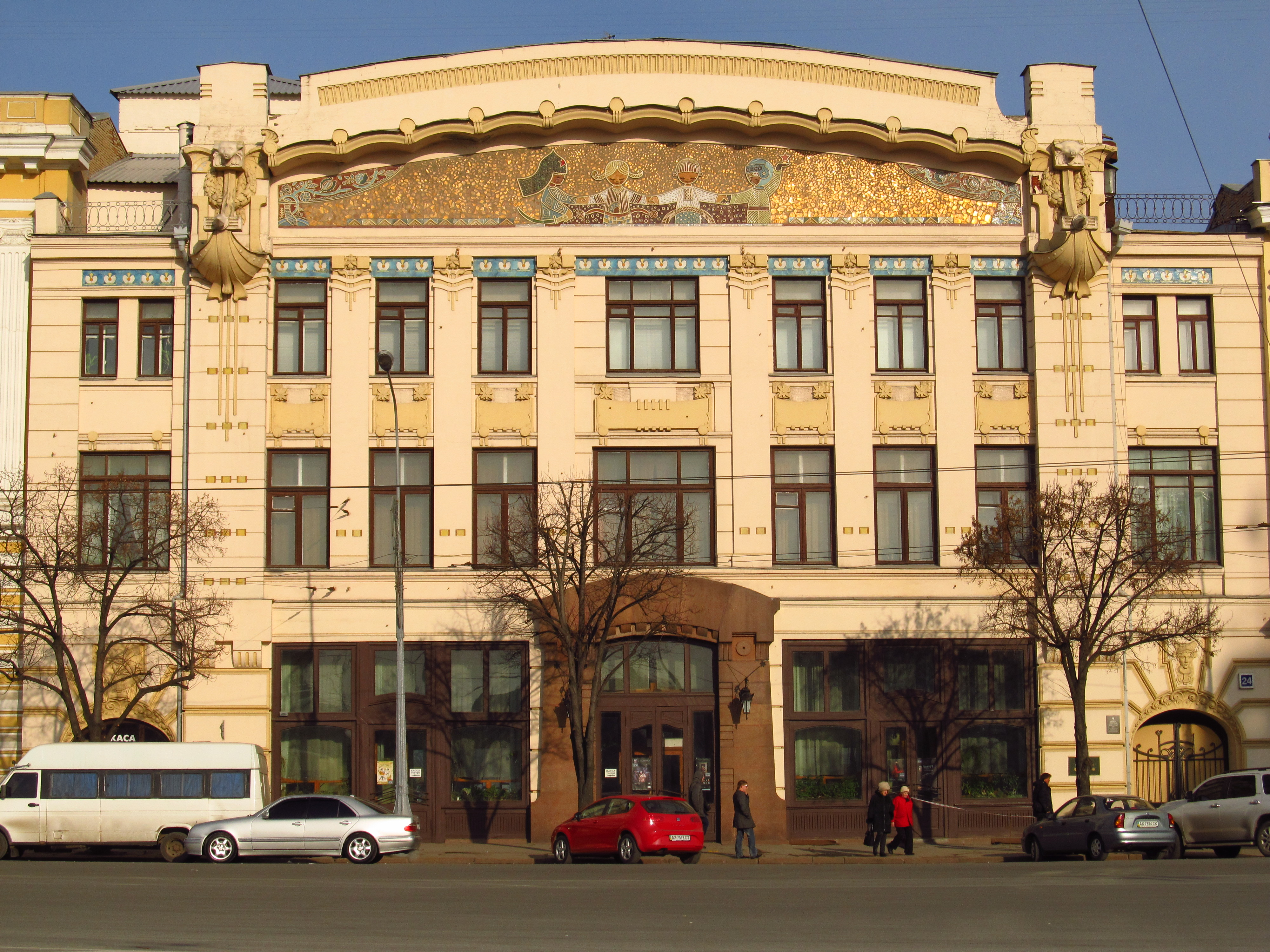
Харківський державний академічний театр ляльок імені В. А. Афанасьєва
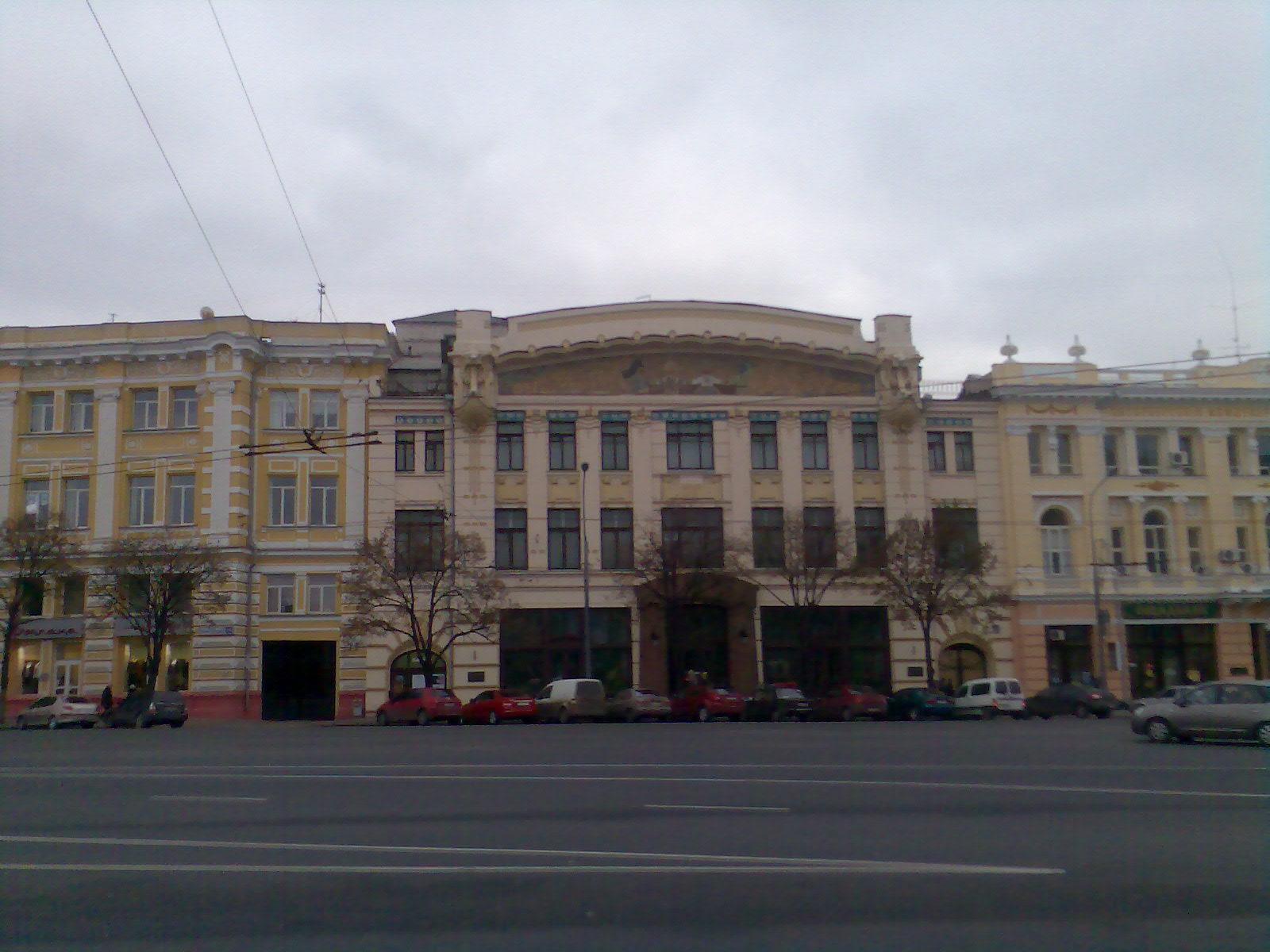
Харківський державний академічний театр ляльок
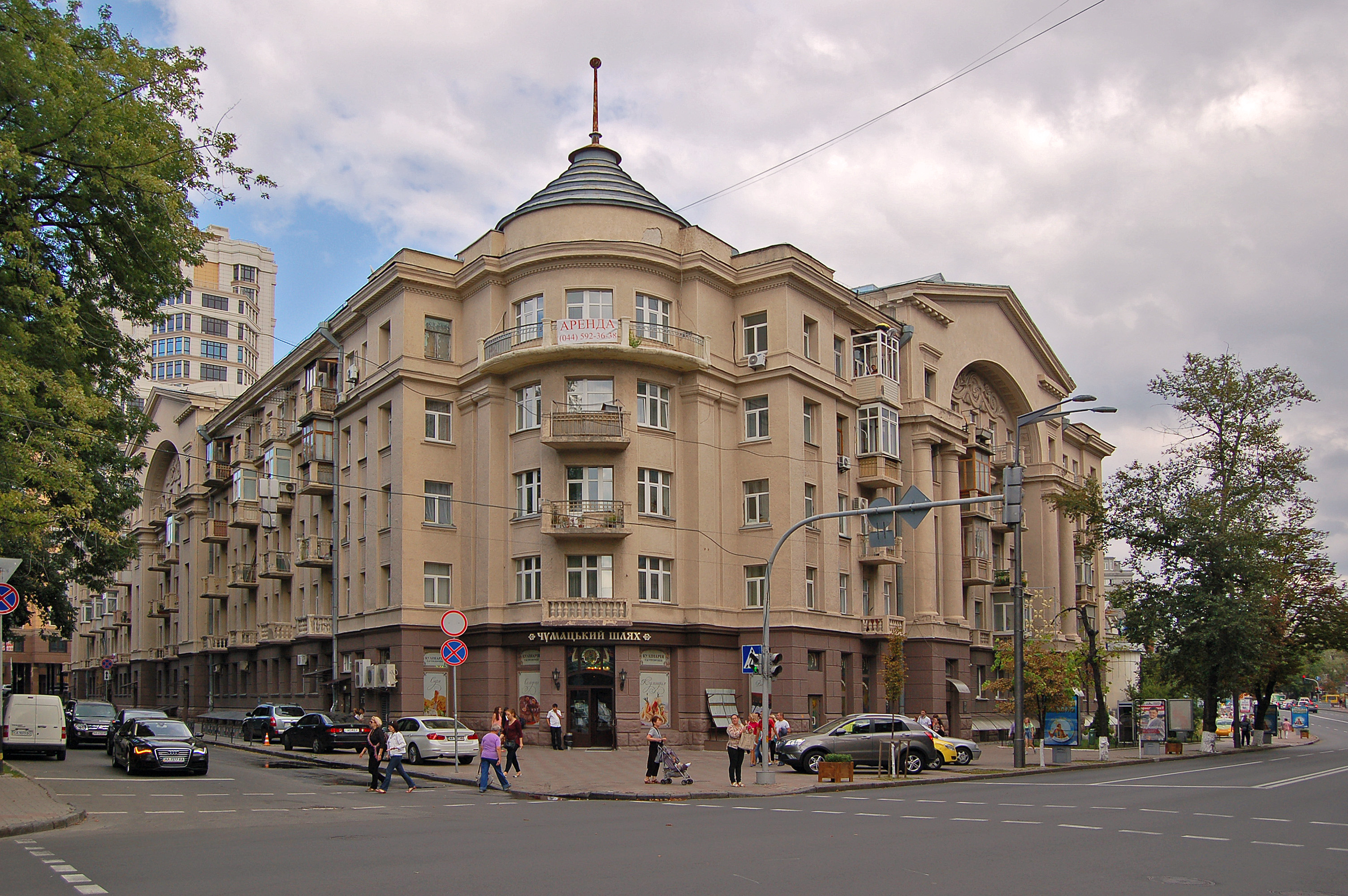
Київ, будинок на Грушевського, 9

- Церква Різдва Богородиці (Каплуновська, 1896—1912), зруйнована в 1930-ті.
- Анатомічний театр Харківського жіночого медичного інституту (1910—1911);
- Колишній прибутковий будинок купця Соколова, вул. Благовіщенська, 17. Після встановлення у Харкові влади більшовиків певний час пустував. У 1923 р. в ньому розмістили міський шкірно-венерологічний диспансер. Зараз в ньому діє Обласний клінічний шкірно-венерологічний диспансер № 1. 14 березня 2022 р. в будинок влучив російський боєприпас, який повністю знищив дах та приміщення оринаторської. Також відірвався фрагмент розпису стелі, виконаний художником М. М. Уваровим. Будівлю законсервували, фрагмент розпису після консервації передали на зберігання до Харківського художнього музею.[4]
- Земельний банк (1896—1898)
- будівлі ще трьох банків;
- приватні маєтки тощо.

За проєктами Бекетова будували також у містах Новочеркаську (будинок палати судових встановлень, 1909 рік), Катеринославі, Ростові-на-Дону, Києві (будинок на вулиці Грушевського, 9, 1934 рік), Сімферополі (Кримський академічний російський драматичний театр імені Максима Горького), Алушті (Дача Бекетова).
Працював і як художник (пейзажі Криму).
У 1905—1907 у співавторстві з скульптором І. Андреолетті створив памятник В. Н. Каразіну, який зараз розташований біля входу до Харківського університету ім. В. Н. Каразіна.
- Притулок для дворянських сиріт (1913—1915) (нині корпус НЮА ім. Ярослава Мудрого)
- Харківське комерційне училище Імператора Олександра III
- Харківська громадська бібліотека
- Харківська громадська бібліотека
- Жіноча гімназія на Дарвіна, 13
- Харківський комерційний інститут
- Харківський державний автотранспортний коледж
- Особняк, 1899
- Харківській музей мистецтва
- Сімферополь, Кримський академічний російський драматичний театр імені Максима Горького
- Банк Волга-Кама. Майдан Конституції, 24
- Будівля Волзько-Камського банку (Ростов-на-Дону)
- Харківський державний академічний театр ляльок імені В. А. Афанасьєва
- Харківський державний академічний театр ляльок
- Київ, будинок на Грушевського, 9

## Родина
Його онук Федір Семенович Рофе-Бекетов (1932) став доктором фізико-математичних наук, а праонучка Олена Рофе-Бекетова — відомою громадською діячкою та активісткою.

## Вшанування пам'яті
На честь видатного архітектора в Харкові названо станцію метрополітену. Перед будівлями ХНУБА та ХНУМГ (якому за наказом МОН України № 464 від 25.04.2013 р. присвоєно ім'я О. М. Бекетова) встановлено пам'ятники.

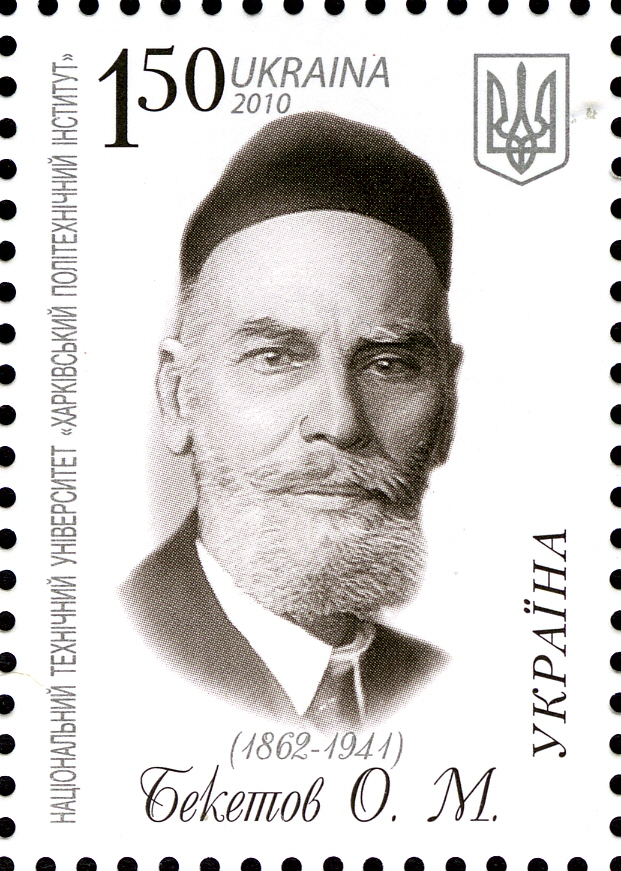
«Бекетов Олексій Миколайович», поштова марка України (2010)
Пам'ятник академікові О. М. Бекетову в Харкові (навпроти центрального входу в ХНУБА) Скульптор С. Гурбанов, 2007
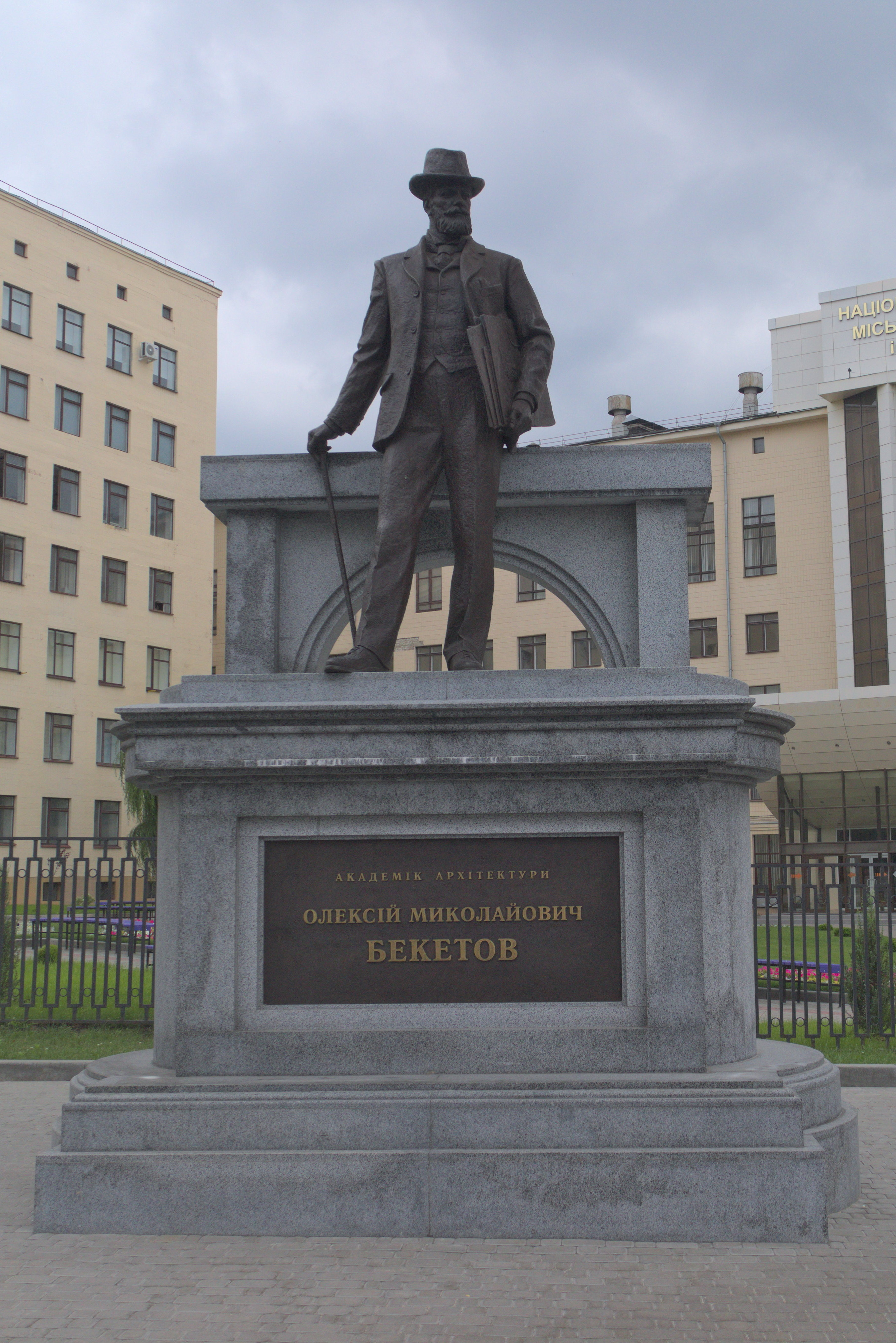
Пам'ятник академікові О. М. Бекетову в Харкові (навпроти центрального входу в ХНУМГ), 2016
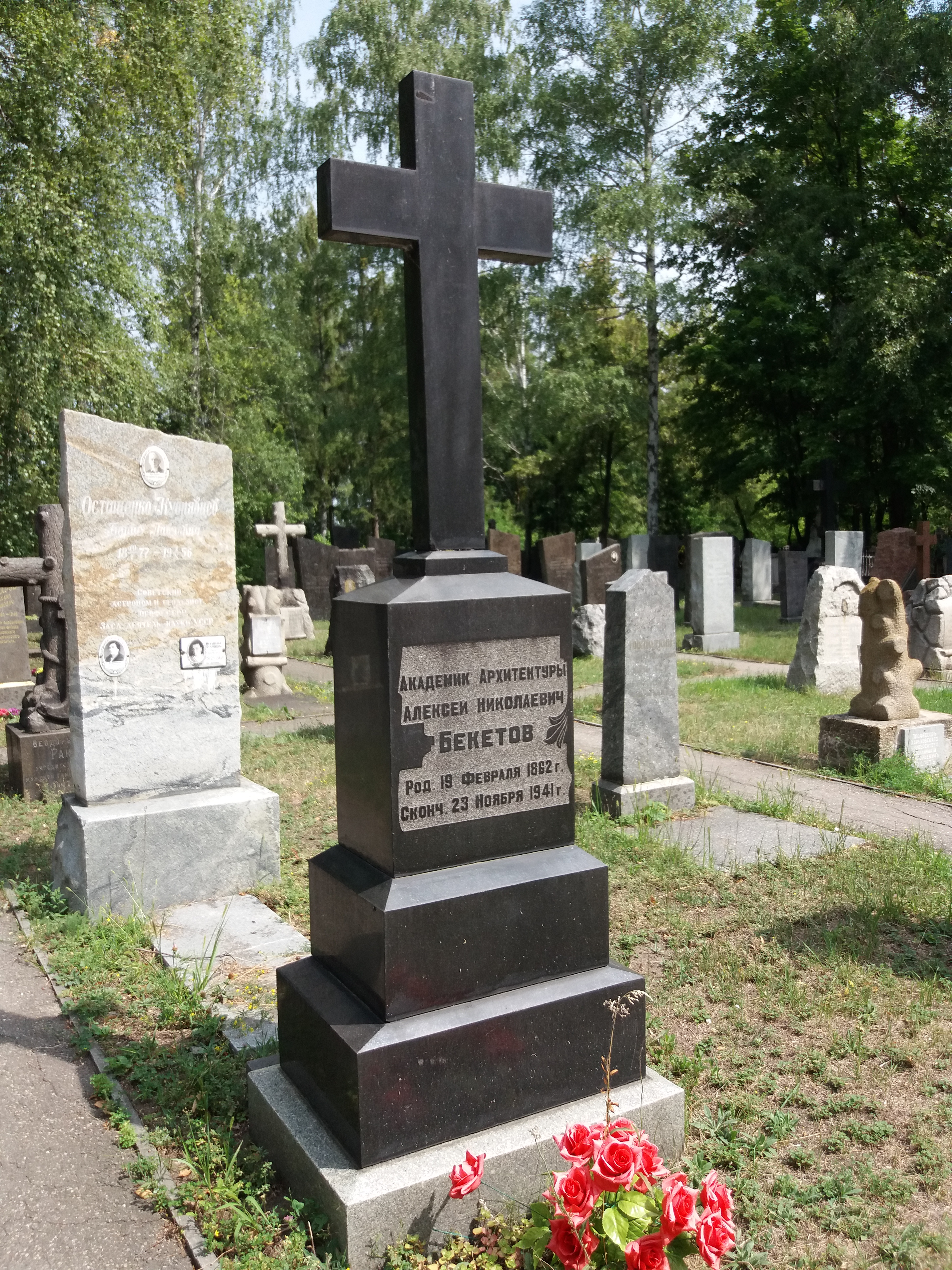
Могила
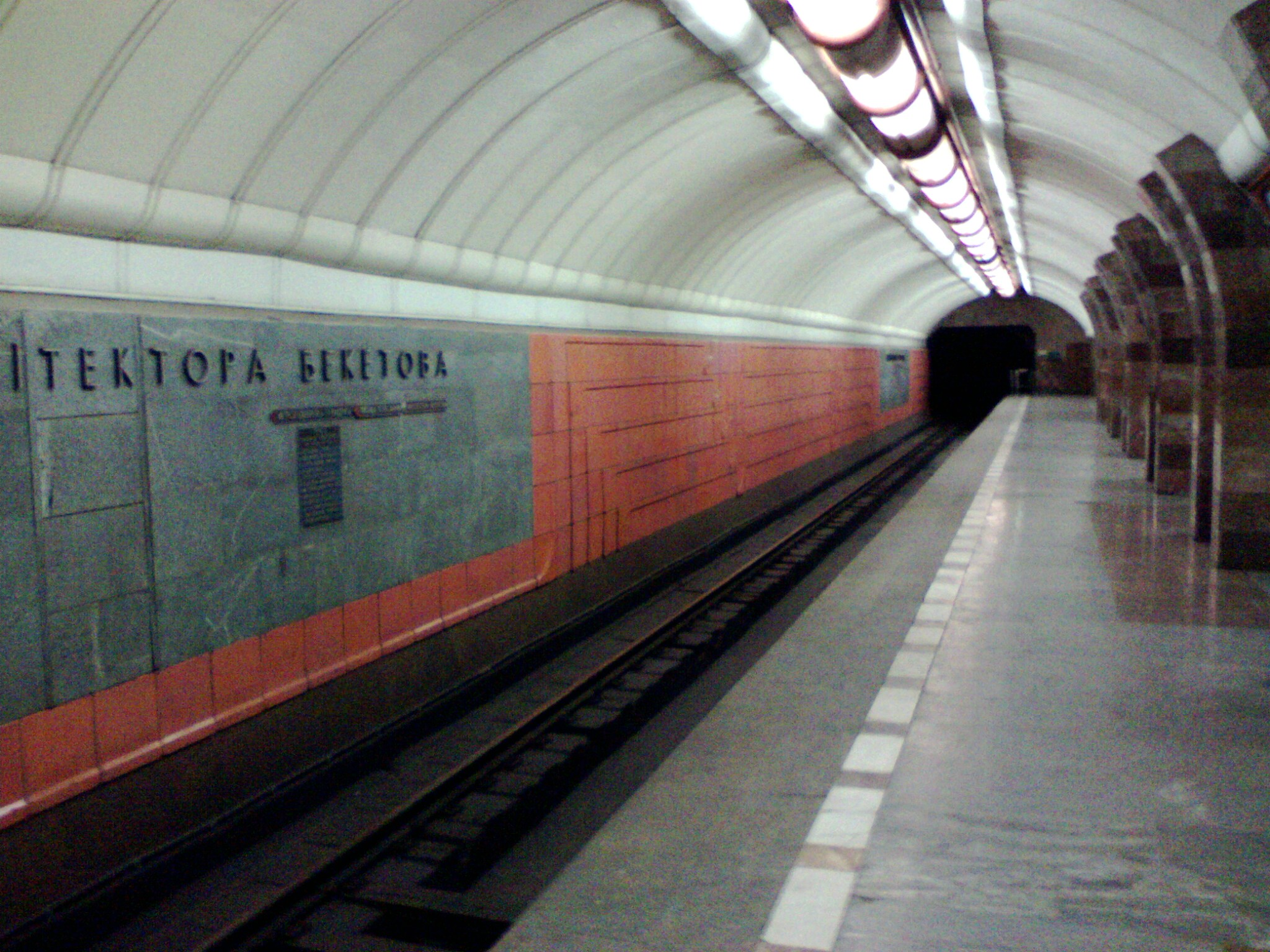
Архітектора Бекетова (станція метро)
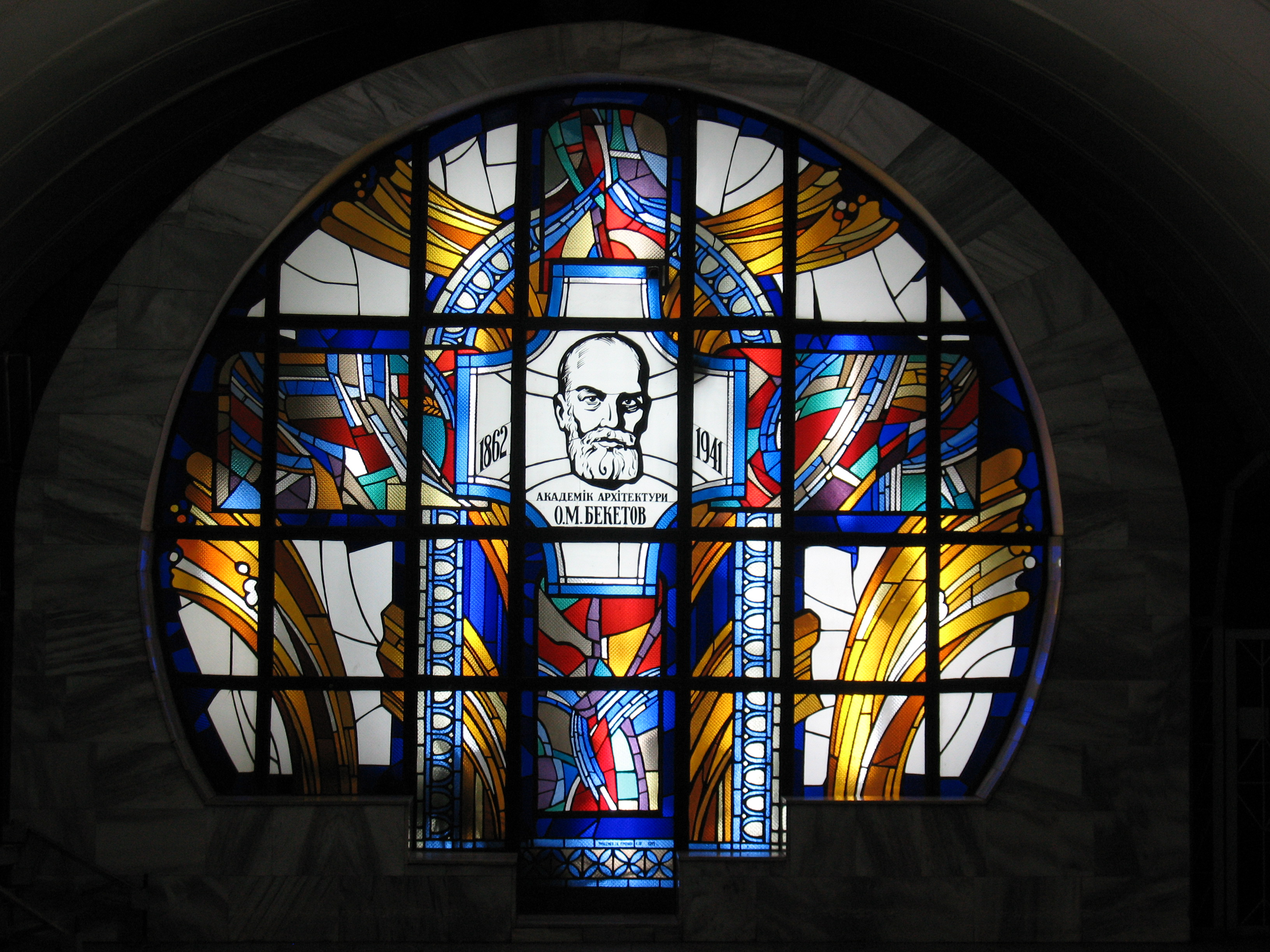
Вітраж на станції його імені
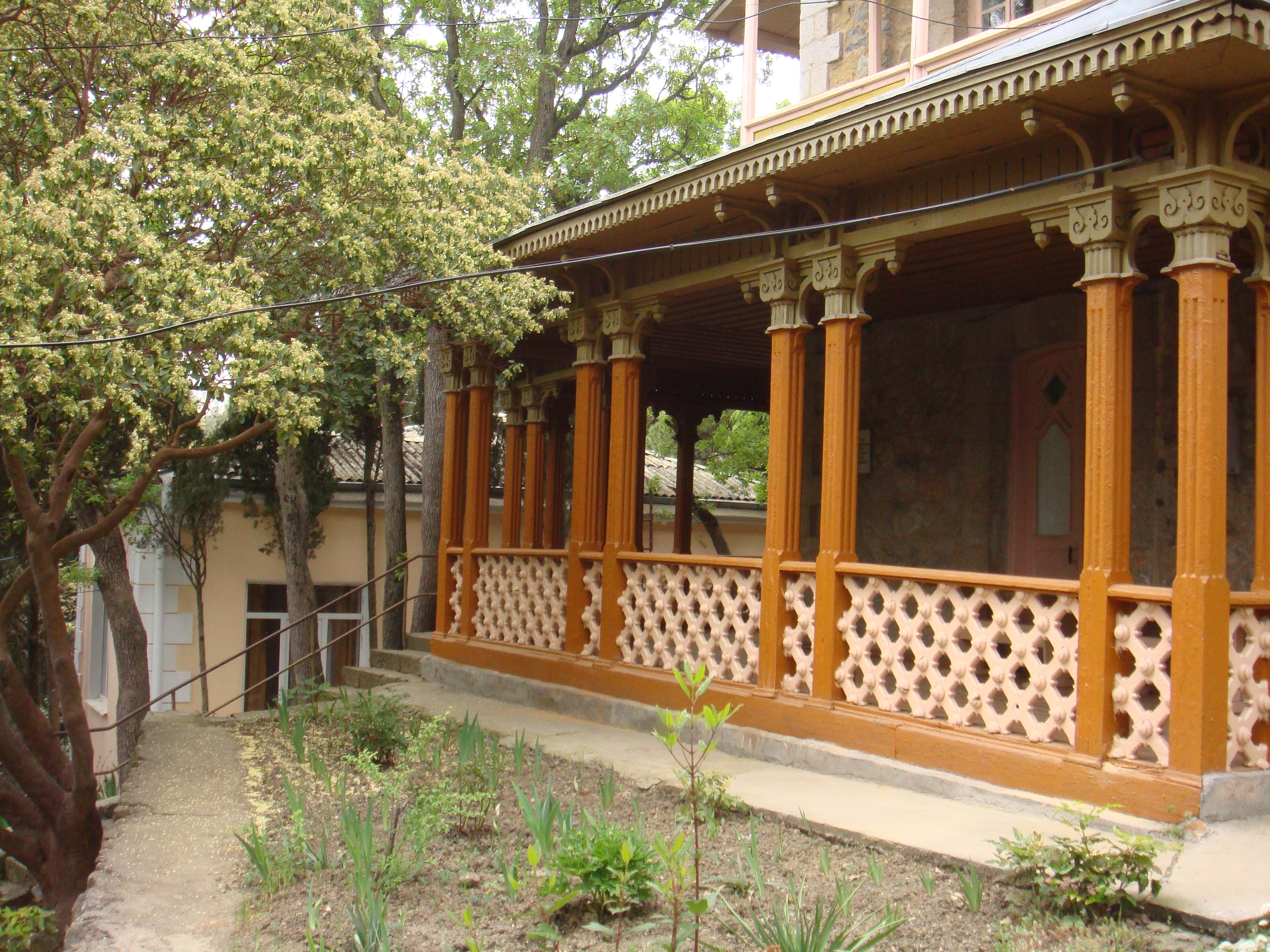
Алушта, Дача Бекетова
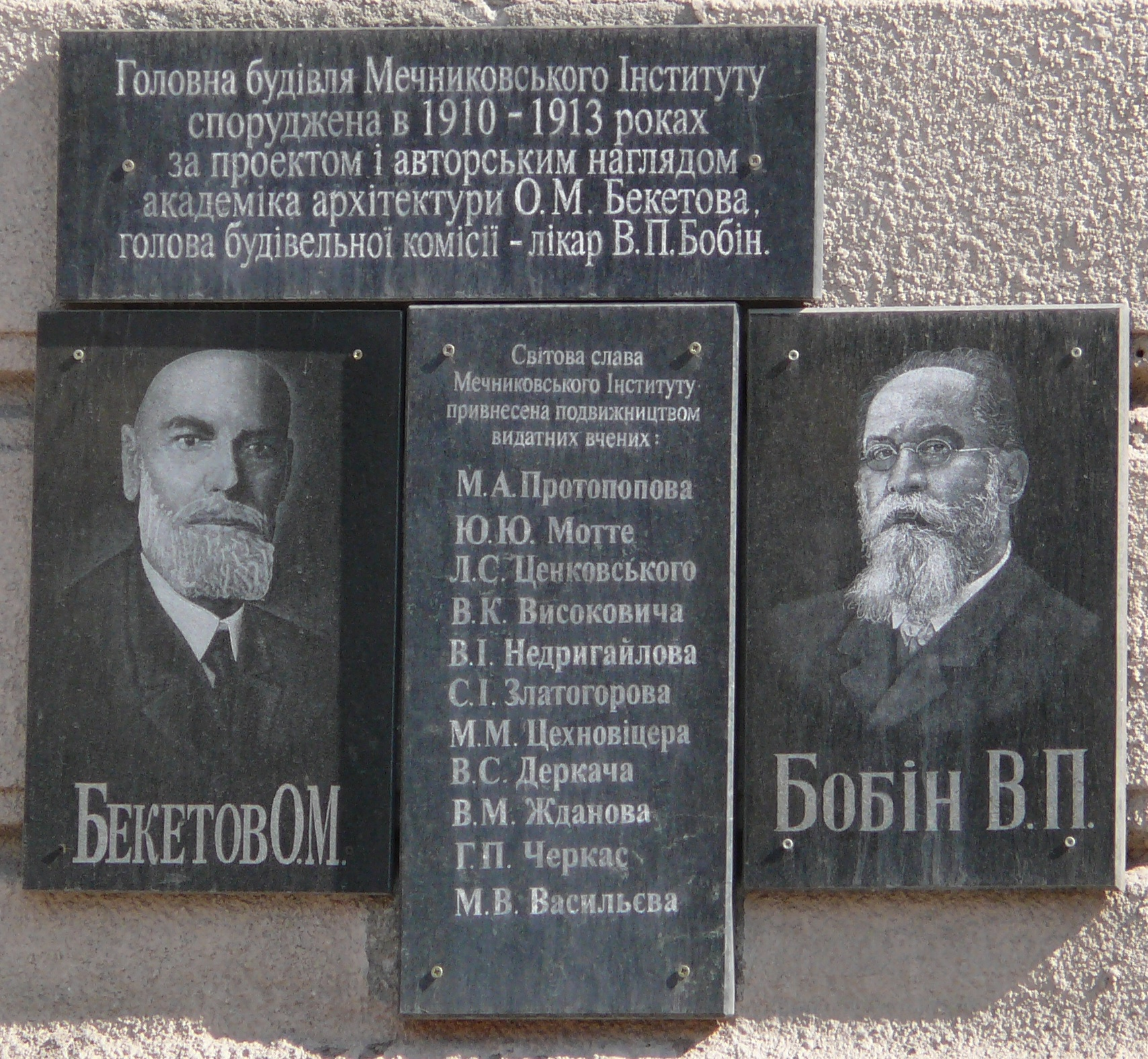
Меморіальна дошка на будівлі Інституту вакцин і сироваток на Пушкінській
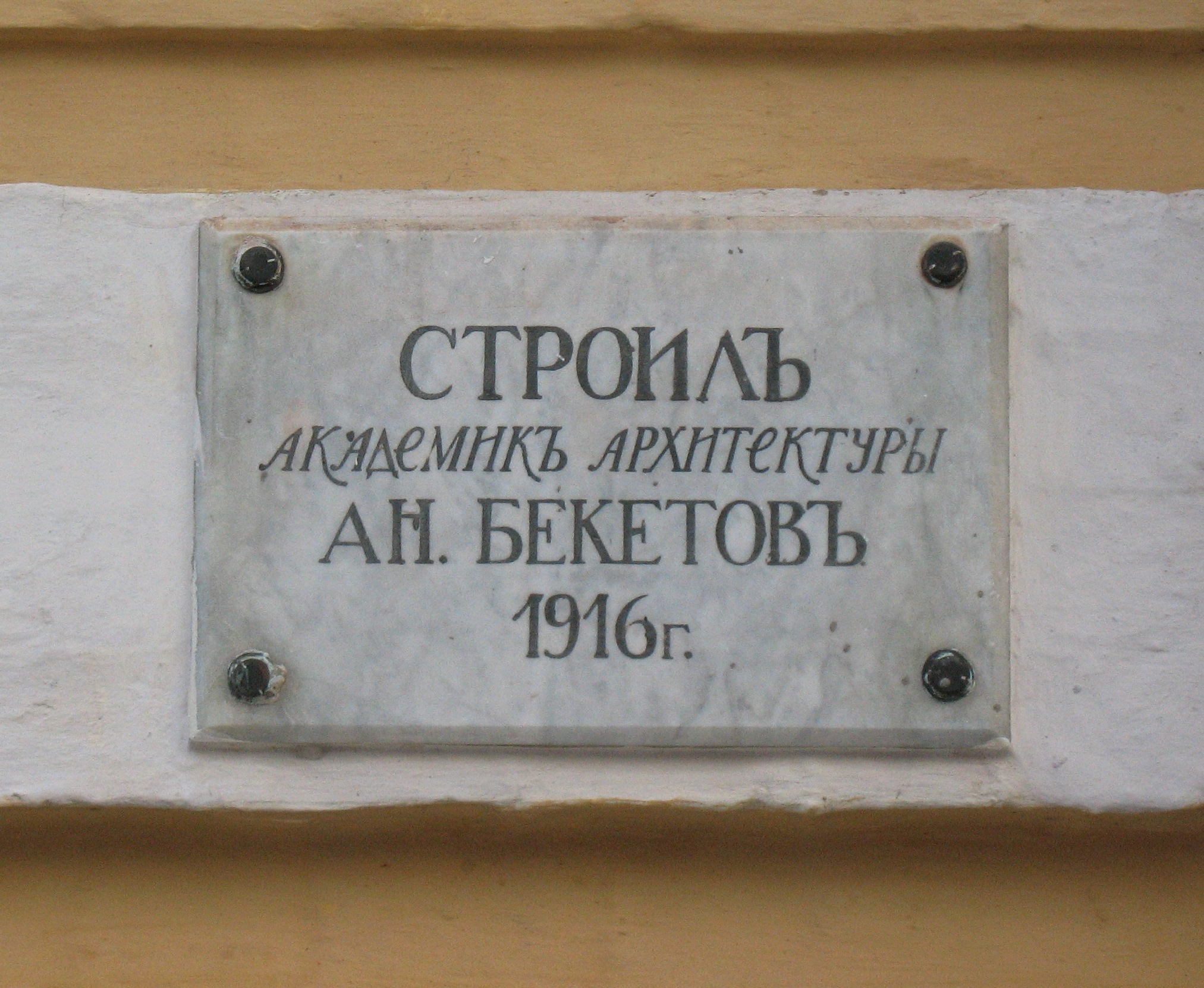
Мармурова дошка на будівлі Харківського комерційного інституту, 1916